# 武田知己
武田 知己（たけだ ともき、1970年（昭和45年）9月2日 - ）は、日本の歴史学者、政治学者。
- 大東文化大学法学部教授。専攻は日本政治外交史、政治学、国際関係史。
- 近現代の資料収集やオーラル・ヒストリーを続ける。
- 福島第一原子力発電所事故への関心が強く、また沖縄研究にも取り組む。

## 略歴
- 1970年福島県生まれ。
- 1994年3月、上智大学文学部英文科卒業。
- 同年4月東京都立大学大学院社会科学研究科政治学専攻博士課程中途退学。

東京都立大学法学部助手、日本学術振興会特別研究員（COE、政策研究大学院大学）、2004年大東文化大学法学部政治学科専任講師、准教授を経て、大東文化大学法学部教授。この間、ロンドンスクールオブエコノミクス国際関係学部客員研究員、ワルシャワ大学東洋学部客員研究員、中央研究院近代史研究所客員研究員、日本国際文化研究センター共同研究員を歴任。博士（政治学）。

## 著作
- 武田知己『重光葵と戦後政治』吉川弘文館、2002年
- 伊藤隆・武田知己（共著）『重光葵　最高戦争指導会議記録・手記』中央公論出版社、2004年
- 武田知己監修・重光葵記念館編　重光葵外交意見書集　
  - 『駐華大使・外務大臣時代（上）』第二巻 現代史料出版、2007年
  - 『重光葵外交意見書集　外務大臣時代（下）・その他』第三巻 現代史料出版、2008年
  - 『重光葵外交意見書集　駐ソ大使・駐英大使時代』第一巻 現代史料出版、2010年
- 季武嘉也・武田知己編（共著）『日本政党史』吉川弘文館、2011年
- 武田知己・萩原稔編（共著）『大正・昭和期の日本政治と国際秩序～転換期における「未発の可能性」をめぐって～』思文閣出版、2014年
- 戸部良一、小河原正道他（共著）『近代日本のリーダーシップ　岐路に立つ指導者たち』千倉書房、2014年
- 奥健太郎、河野康子他（共著）『自民党政治の源流　事前審査制の史的検証』吉田書店、2015年
- アントニー・ベスト（武田知己訳）『大英帝国の親日派　なぜ開戦は避けられなかったか』中公叢書、2015年
- 武田知己他（共著）『資料で学ぶ日本政治外交史』法律文化社、2017年
- 武田知己解説『松村謙三　三代回顧録』吉田書店、2021年
- 奥健太郎、黒澤良他（共著）『官邸主導と自民党政治――小泉政権の史的検証』吉田書店、2022年
- 武田知己監修『大分県先哲叢書　重光葵資料集1』大分県先哲史料館、2023年3月
- 武田知己監修・松村謙三資料集編纂委員会編　松村謙三資料集
  - 『松村謙三資料集1　松村謙三日記（明治編）』2023年3月、私家版
  - 『松村謙三資料集2　松村謙三日記（大正編）』2023年3月、私家版
  - 『松村謙三資料集3　松村謙三日記（昭和篇1）』2023年3月、私家版
  - 『松村謙三資料集4　松村謙三日記（昭和篇2）』 2023年10月、私家版

## 参照
- 【大東文化大学 法学部 政治学科 武田知己教授】政治学に関する学びをインタビュー　2025年1月30日閲覧
- 大東文化大学教員情報　2025年1月30日閲覧
- 【学生取材企画】『政治学インターンシップ ✕ 福島物産展』政治学科 武田知己教授インタビュー「カフェつく!」プロジェクトvol.3　2025年1月30日閲覧